# Grąd (Brojce)
Grąd (deutsch Grandhof) ist ein Wohnplatz in der Woiwodschaft Westpommern in Polen. Er gehört zu der Gmina Brojce (Gemeinde Broitz) im Powiat Gryficki (Greifenberger Kreis).

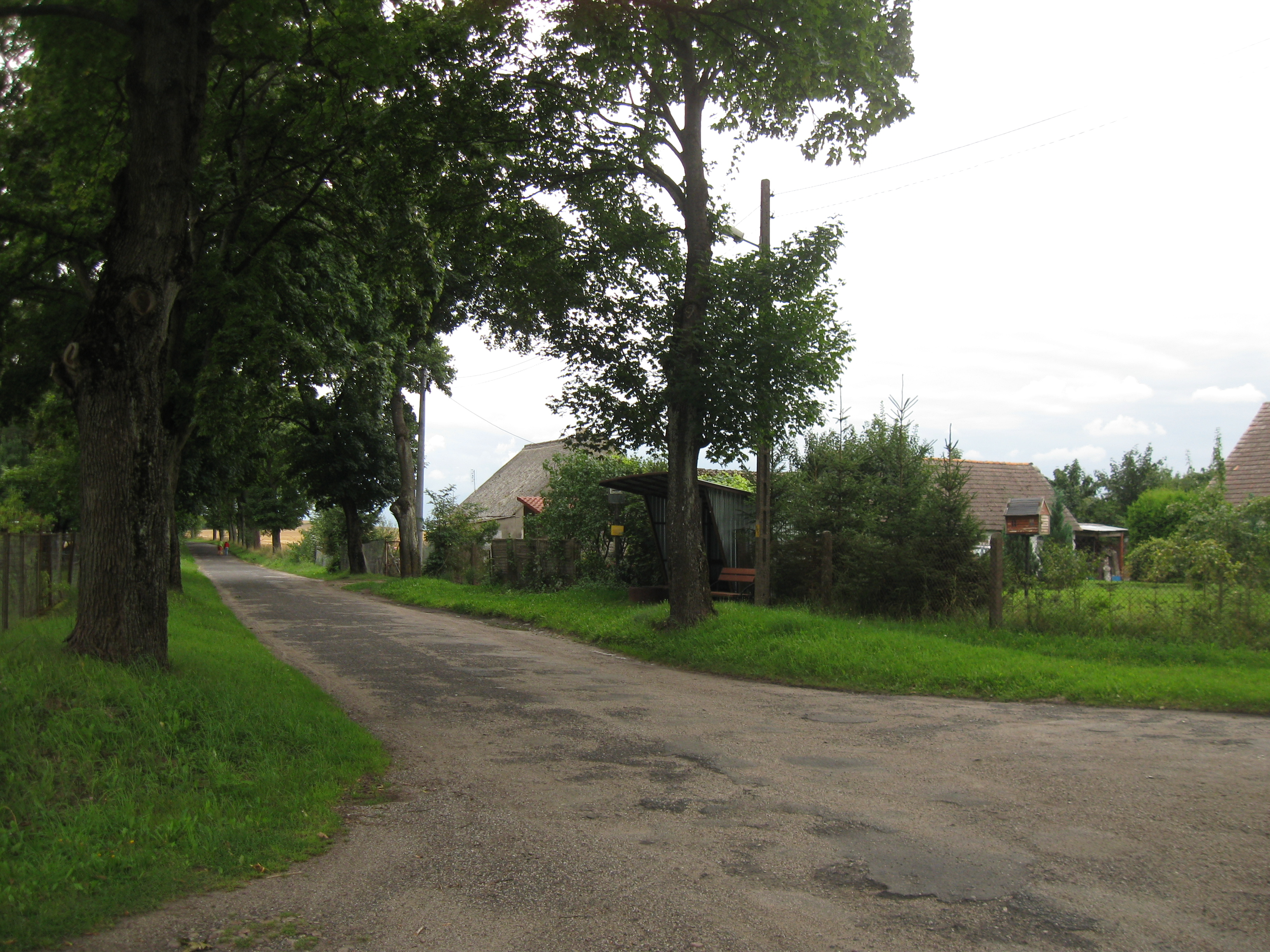
Ortsmitte (Aufnahme von 2013)

Der Wohnplatz liegt in Hinterpommern, etwa 80 Kilometer nordöstlich von Stettin und etwa 25 Kilometer südwestlich von Kolberg. Die nächsten Nachbardörfer sind Starnin (Sternin) etwa 2 ½ Kilometer nordöstlich, Smokęcino (Schmuckenthin) etwa 2 Kilometer südöstlich und Kiełpino (Kölpin) etwa 2 Kilometer südwestlich. 
Der Wohnplatz wurde erstmals im Jahre 1666 erwähnt, als „des sel. Wilke von Manteuffel zu Grandhof Witwe“ genannt wurde. Im 18. Jahrhundert gehörte Grandhof den jeweiligen Besitzern des Gutsanteils Kölpin C, ebenso wie das benachbarte Schmuckenthin. In Ludwig Wilhelm Brüggemanns Ausführlicher Beschreibung des gegenwärtigen Zustandes des Königlich-Preußischen Herzogtums Vor- und Hinterpommern (1784) ist bei Kölpin „Grandhof mit einem Vorwerke, einer Schäferey und 2 Feuerstellen“ aufgeführt, das ebenso wie Schmuckenthin als ein „Rittersitz“, also als Wohnsitz eines grundbesitzenden Adligen, bezeichnet wird. Nach mehreren Besitzwechseln gehörte Grandhof um 1860 dem Besitzer von Kölpin B. 
Um 1890 verkaufte der damalige Besitzer von Kölpin B den Hauptteil von Kölpin B, behielt Grandhof aber für sich zurück. Seitdem wurde Grandhof als eigener Gutsbetrieb bewirtschaftet. Ende der 1890er Jahre kaufte ein August Krönig Grandhof und blieb bis 1945 der Gutsbesitzer. Der Gutsbetrieb von Grandhof umfasste mit Stand 1939 261 Hektar Land, davon 210 Hektar Acker; es wurden 25 Pferde, 120 Rinder und 100 Schweine gehalten.   
Grandhof gehörte zunächst zum Gutsbezirk Kölpin B. Um 1890 wurde ein eigener Gutsbezirk Grandhof gebildet. Mit der Auflösung der Gutsbezirke in Preußen wurde Grandhof 1928 in die Landgemeinde Kölpin eingemeindet. Bis 1945 bildete Grandhof einen Wohnplatz in der Gemeinde Kölpin und gehörte mit dieser zum Kreis Kolberg-Körlin.
Im Jahre 1871 wurden in Grandhof 77 Einwohner gezählt, im Jahre 1919 78 Einwohner und im Jahre 1939 45 Einwohner.
1945 kam Grandhof, wie ganz Hinterpommern, an Polen. Der Ortsname wurde zu „Grąd“ polonisiert. 